# Calacadia ambigua
Calacadia ambigua là một loài nhện trong họ Amphinectidae. Loài này phân bố ở Chile.